# Pierre-Yves Borgeaud
Pierre-Yves Borgeaud (Monthey, 25 agosto 1963) è un regista e giornalista svizzero.
È noto per il cortometraggio Encore une histoire d'amour e per essere stato nel 1998 uno dei pionieri svizzeri di VJing, arte performativa visuale in tempo reale.

## Biografia
Nel 1990 consegue la laurea in lettere all'Università di Losanna. Sei anni dopo ottiene una certificazione all'Università di New York, al dipartimento di Film, Video & Broadcasting. Dal 1986 lavora come giornalista per alcune riviste, quotidiani e radio. Abbandona l'attività di giornalista dopo dieci anni, quando decide di occuparsi solamente della produzione video. Come musicista realizza molti documentari e videoclip in collaborazione con la ECM, casa discografica tedesca. Nel 1997 fonda la Momentum Production, che segue i suoi progetti. Nel 2003 presenta a Locarno Ixième, journal d'un prisonnier, che crea in collaborazione con Stéphane Blok, compositore e musicista che ottiene il Pardo d'oro video. Nel 2004 entra a far parte della giuria del Concorso Video di Locarno. 
Nel 2013 viene rilasciato Viramundo, un documentario che racconta di un lungo viaggio dalla città brasiliana di Bahia al Sud Africa, realizzato assieme al cantante e artista brasiliano Gilberto Gil.

## Filmografia parziale
- Retour à Gorée (2006)